# Tötungsanstalt Hadamar

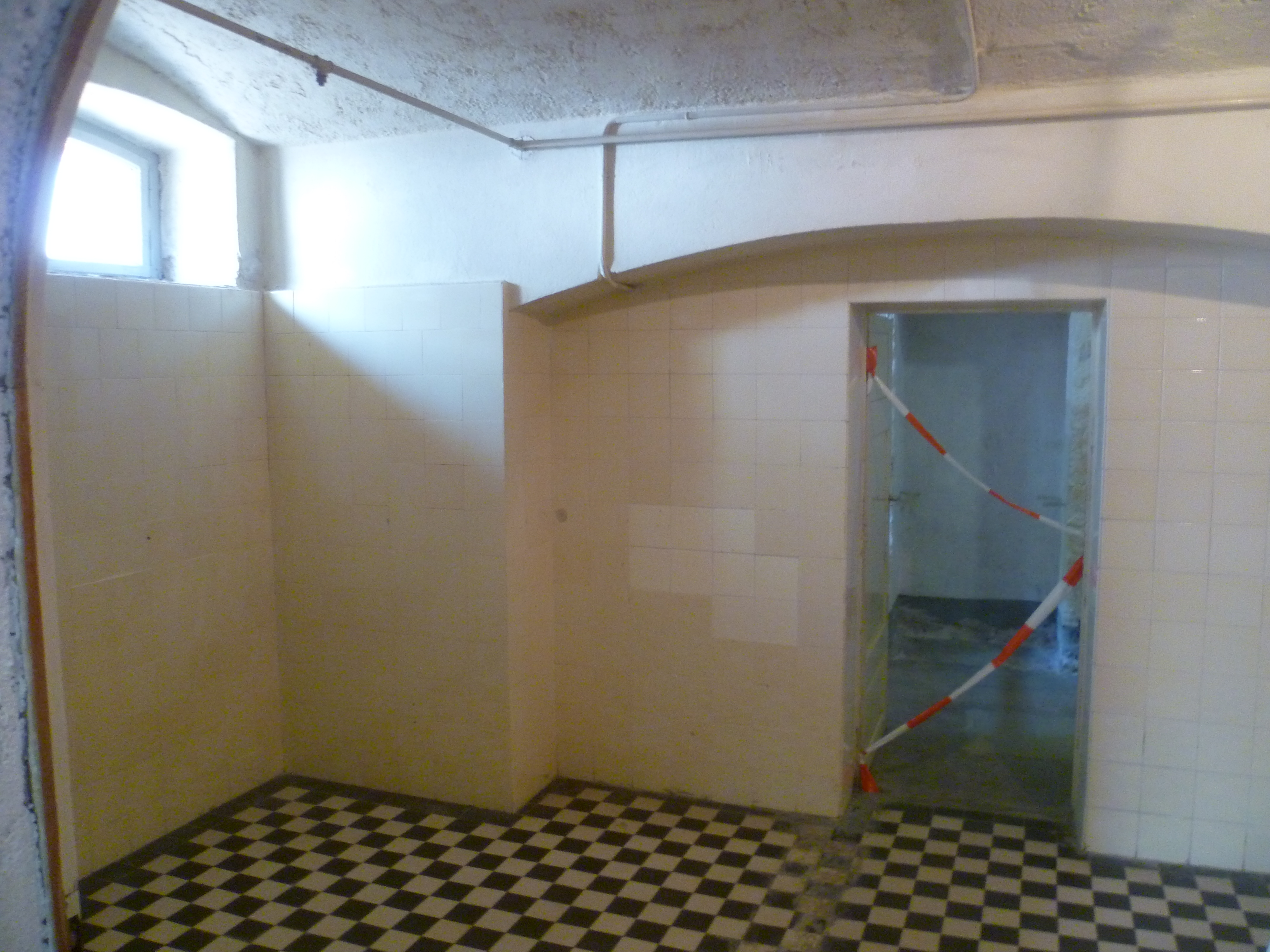
Gaskammare i Tötungsanstalt Hadamar.

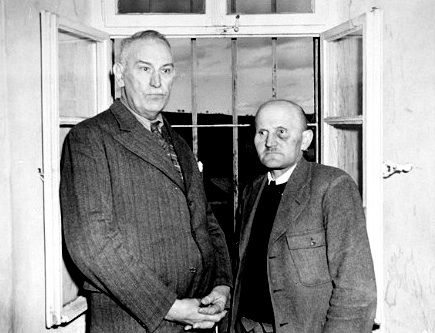
Adolf Wahlmann och Karl Willig efter gripandet i april 1945.

I Tötungsanstalt Hadamar i Hadamar mördades från januari 1941 till mars 1945 omkring 14 500 psykiskt och fysiskt funktionshindrade personer. Detta skedde i en gaskammare eller genom dödliga injektioner inom ramen för nazisternas Aktion T4.

## Ansvariga läkare
- Ernst Baumhard: januari 1941 — juni 1941, ställföreträdare Günther Hennecke
- Friedrich Berner: juni 1941 — augusti 1941, ställföreträdare Bodo Gorgaß
- Curt Schmalenbach: december 1941 — juli 1942
- Adolf Wahlmann: 5 augusti 1942 — april 1945

## Rättegång
Mellan den 8 och den 15 oktober 1945 hölls Hadamarrättegången mot sju personer ur anstaltens personal. 
| Namn           | Befattning          | Dom                                   |
| -------------- | ------------------- | ------------------------------------- |
| Alfons Klein   | Administrationschef | Dödsstraff; avrättad den 14 mars 1946 |
| Adolf Wahlmann | Läkare              | Livstids fängelse                     |
| Heinrich Ruoff | Sjuksköterska       | Dödsstraff; avrättad den 14 mars 1946 |
| Karl Willig    | Sjuksköterska       | Dödsstraff; avrättad den 14 mars 1946 |
| Adolf Merkle   | Administration      | 35 års fängelse                       |
| Irmgard Huber  | Sjuksköterska       | 25 års fängelse                       |
| Philipp Blum   | Administration      | 30 års fängelse                       |

### Webbkällor
- ”The Hadamar Trial” (på engelska) ( PDF). WorldCourts. Arkiverad från originalet den 25 juni 2014. https://web.archive.org/web/20140625143034/http://www.worldcourts.com/ildc/eng/decisions/1945.10.15_United_States_v_Klein.pdf. Läst 25 juni 2014.